# Абай (Сузацький район)
Аба́й (каз. Абай) — село у складі Сузацького району Туркестанської області Казахстану. Входить до складу Чулаккурганського сільського округу.
Населення — 636 осіб (2021; 529 у 2009, 471 у 1999, 612 у 1989).